# Kreatieve Energie
Kreatieve Energie is een christelijke nieuwe religieuze beweging gesticht in de jaren 1970 door de Belg Jan Gielens. Hij beweerde de opvolger van Christus en de profeet van een nieuw tijdperk te zijn. De hoofdzetel is gevestigd in Roeselare.
Opvattingen van de beweging bestaan erin om in het Middellandse Zee-gebied een koninkrijk te stichten. Gielens beweerde hierbij te werken aan een ontwikkeling van een nieuwe gemeenschap. Om dit te doen, leende hij een aantal elementen uit veel filosofieën.
In het rapport van 1998 opgesteld door de Belgische parlementaire commissie, wordt de groep als een sekte aangemerkt. In het rapport werd de organisatie aangeklaagd voor: afpersing, intimidatie en niet het nakomen van een belofte om kinderen van de beweging een dergelijke schoolopleiding te geven.

## Geschiedenis
De beweging begon in 1976 toen Jan Gielens, een industrieel vormgever van opleiding, een reeks artikelen publiceerde in alternatieve tijdschriften over het ontstaan van energie in bepaalde geografische plaatsen. Gielens beweerde namelijk dat energie verborgen zat in de mens en in "energiegordels" in de wereld.
Vervolgens volgden tussen 100 en 150 mensen cursussen „Kreatieve Energie" in Brussel. Volgens de parlementaire onderzoekscommissie waren deze cursussen bedoeld om vooral leden te werven. In 1978 verhuisden Gielens en zijn volgelingen naar Elche, Spanje. Een vereniging zonder winstoogmerk (vzw) onder dezelfde naam werd op 24 augustus 1979 opgericht.
In Elche leefde de groep ter plaatse, in gemeenschapsverband. De leefregels waren niet neergeschreven, aangezien Gielens beweert gekant te zijn tegen elke vorm van structuur. Er waren geregeld activiteiten: vergaderingen, werkgroepen, meditatie,....  De volgelingen aten vegetarisch en moesten op precieze tijdstippen opstaan. De voorzitter van de beweging, tevens yoga-lerares, was de echtgenote van Gielens.
Onder het mom van een „Universiteit van het Nieuwe Tijdperk" werden cursussen en debatten georganiseerd. Ter gelegenheid van deze bijeenkomsten werden specialisten en academici van over de hele wereld samengebracht. Sommigen van hen waren in hoog aanzien en waren gratis verhuisd.
Na 1981 werden geen cursussen en ontmoetingen meer gegeven.
Gielens probeerde zijn financiële problemen op te lossen en startte van 1983 tot 1990 samen met zijn volgers projecten op. Deze gingen vooral over nieuwe technologische uitvindingen. Zijn projecten waren volgens de parlementaire onderzoekscommissie geen succes.